# Ou de dinosaure

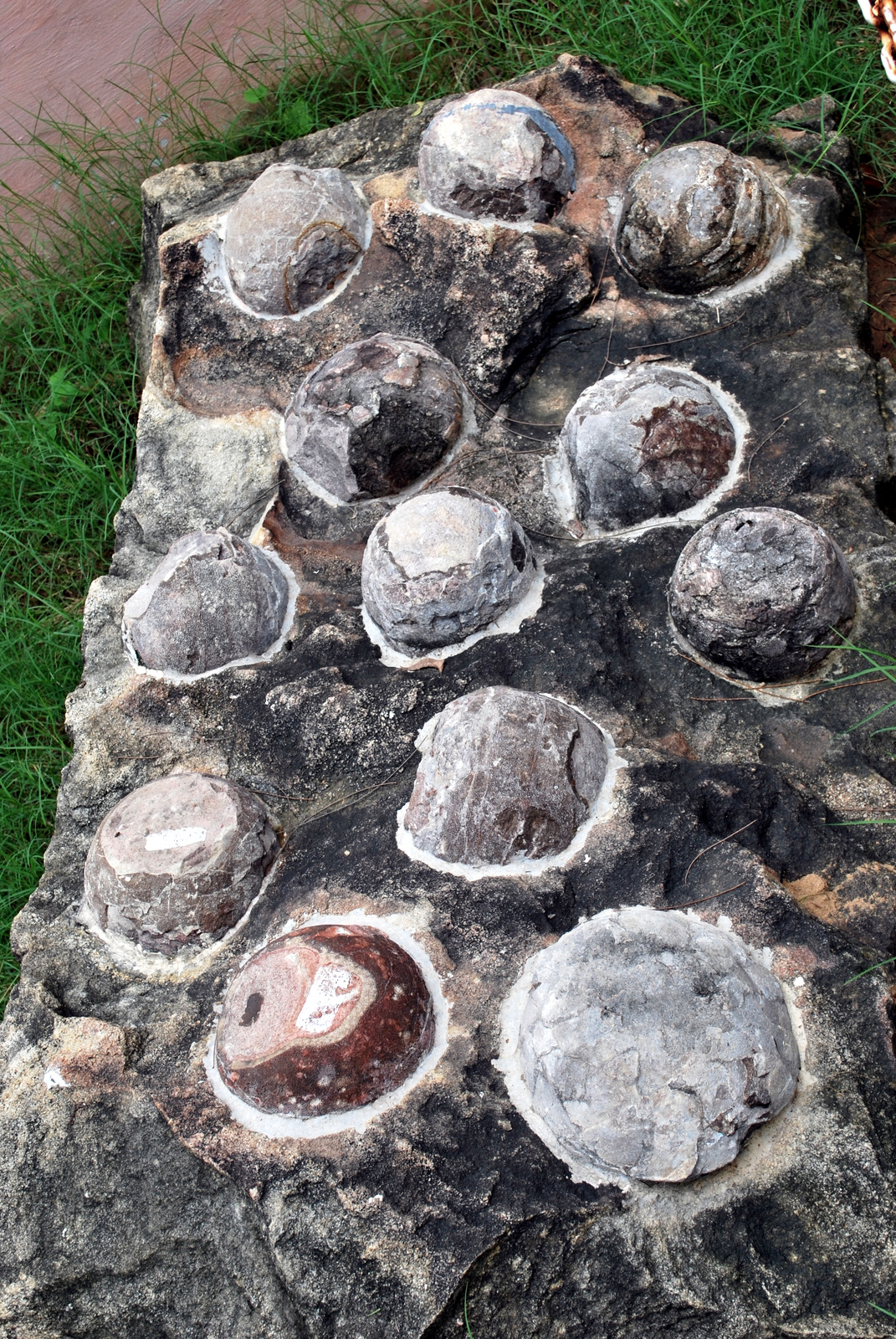
Ous fossilitzats de dinosaures a Indroda Dinosaur and Fossil Park.

Els ous de dinosaures actualment són fòssils. Les postes d'ous poden donar pistes de com es comportaven els dinosaures. En alguns casos l'embrió de dinosaure es conserva dins de l'ou i pot ser estudiat.
Es coneixen ous de dinosaures en 200 llocs del món, la majoria a Àsia i principalment de dinosaures terrestres (no marins) de l'era del Cretaci (fa de 145 a 66 milions d'anys). La closca de la majoria dels dinosaures és diferent de la closca de les tortugues i ocells actuals, però també n'hi ha que s'assemblen a la dels ocells actuals especialment a la dels estruços.

## Història

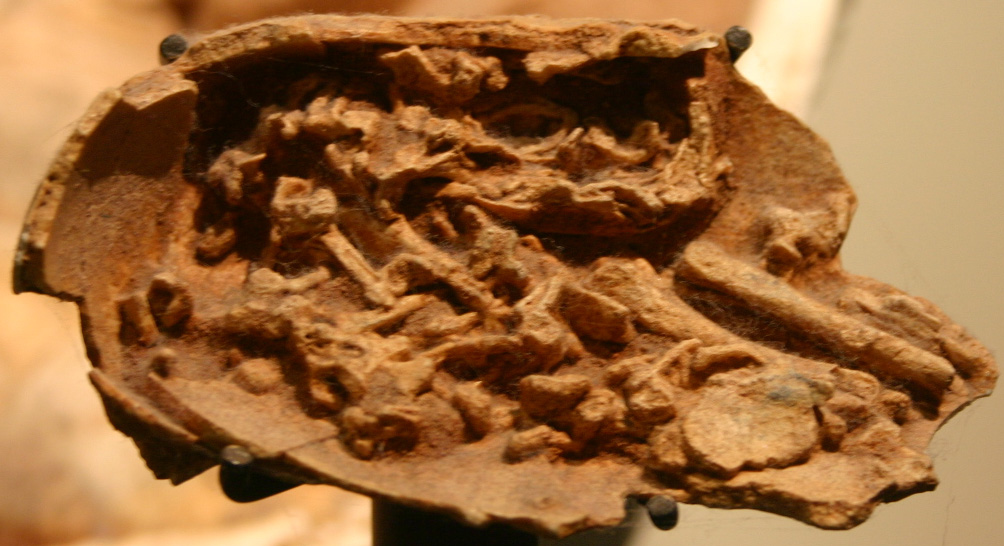
Un ou Citipati osmolskae amb el seu embrió conservat, al AMNH.

El primer ou de dinosaure es va trobar l'any 1859 al sud de França per part de Jean Jacques Pouech. Primer es pensà que era d'un ocell gegant. El 1869 se'n van trobar de més complets per part de Matheron qui pensà que eren de cocodrils gegants.
El 1877, Paul Gervais ja suggerí que eren de dinosaures i actualment se sap que aquests eren la posta del sauròpode Hypselosaurus.

## Mida
Els ous de dinosaures tenen una mida variable, segons les espècies. Entre els més grossos es troben els del Cretaci tardà recollits a la Xina. Aquests ous fan més de 60 cm de llarg i uns 20 cm de diàmetre.

## Tipus

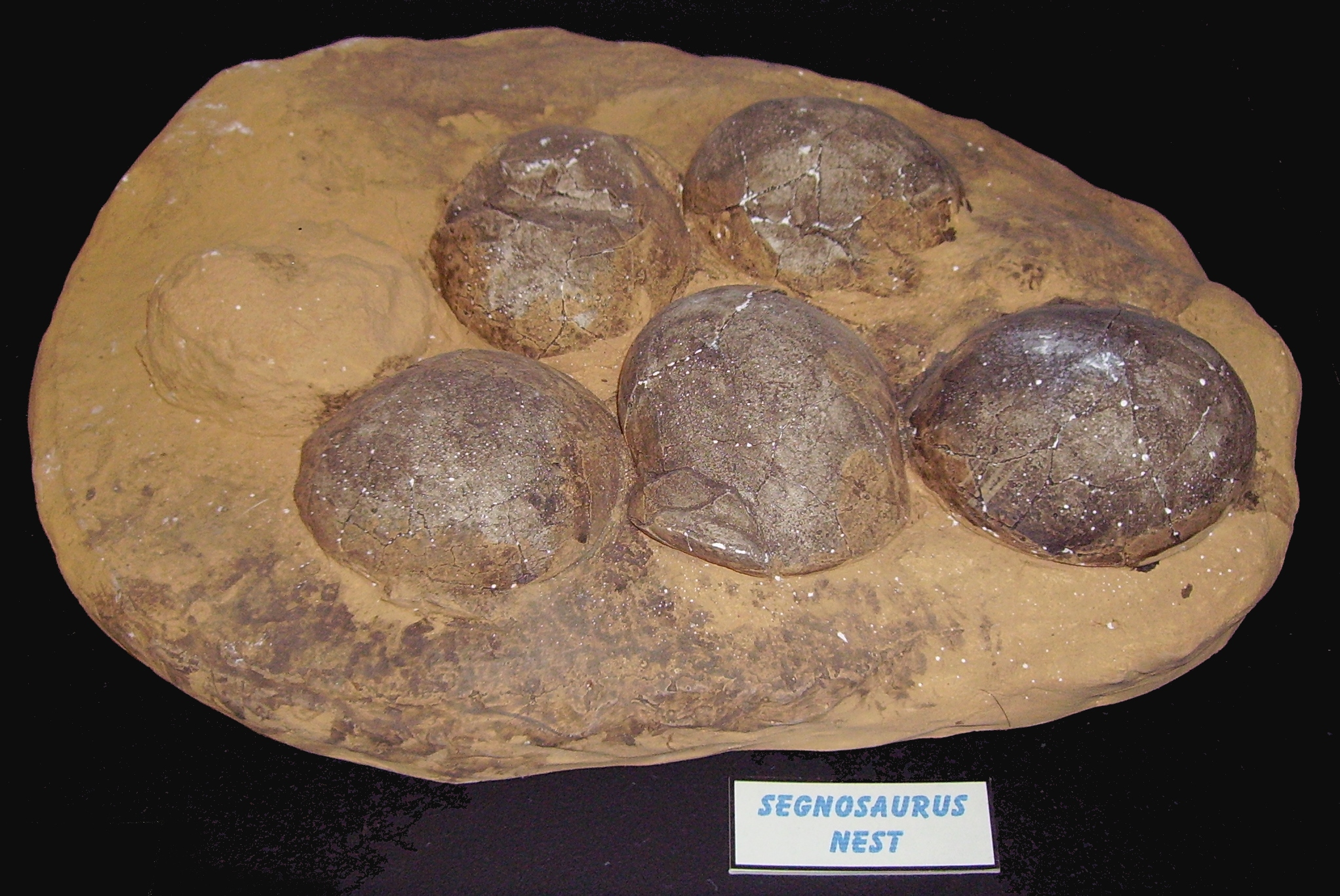
Niu i ous de Therizinosaure de Dinosaurland, Lyme Regis

L'estructura de l'ou de dinosaure consta d'una sèrie d'unitats bàsiques verticals que creixen des de llocs particulars de la superfície de la closca. Segons l'organització d'aquestes unitats es determina l'esquema de classificació, poden ser ja sia esferulítics o prismàtics.
- Les closques esferulítiques mostren patrons esfèrics en la seva estructura cristallina, i s'observen en els Hadrosauridae.
- L'estructura prismàtica fa cristalls esfèrics només en la part baixa de la closca, mentre que en la part alta són prismes.
- Els ous ornitoides (similars als ocells) normalment corresponen a postes de teropodes. La part superior i mitjana de la closca és una massa de material biocristallí.[1]

La forma dels ous de dinosaures reflecteix alguns aspectes de la seva biologia.
En general els ous de dinosaure són més simètrics que els ous d'ocell, cosa que implica que el cap dels dinosaure no té més prioritat que altres estructures durant el desenvolupament. Com en el cas dels ocells la closca és probablement una important font de calci, especialment al final del desenvolupament. En els rèptils moderns el calci de la closca és mobilitzat i emmagatzemat en el rovell de l'ou immediatament abans de la posta Un ou esfèric proporcionaria la superfície de closca més petita comparada amb el volum de l'ou però molts dinosaures tenen la closca allargada. Aquesta forma incrementaria el volum total d'un ou en un diàmetre donat del passatge entre els ossos púbics. També incrementaria de gran manera la superfície de closca rica en calci disponible per a l'embrió i resultaria important en animals que produïen precoçment potes ben desenvolupades i una cua òssia llarga,

## Embrions
Trobar un embrió dins de l'ou de dinosaure és molt rar però resulten útils per entendre l'ontogènia, l'heterocronia i la sistemàtica dels dinosaures.
Els embrions de dinosaure inclouen:
- Massospondylus
- Lourinhanosaurus (Ricqlès et al., 2001)
- Protoceratops
- Troodon
- Oviraptorids
- Therizinosauroid

## Oogèneres
Oogenus són els noms taxonòmics pels tipus de closca d'ous de dinosaure: 
- Ageroolithus
- Apheloolithus[4]
- Boletuoolithus[5]
- Cairanoolithus[6]
- Continuoolithus[4]
- Dendroolithus[4]
- Dictyoolithus[7]
- Dispersituberoolithus
- Dughioolithus[8]
- Ellipsoolithus[9]

- Elongatoolithus[10]
- Faveoolithus[4]
- Heishanoolithus[11]
- Laevisoolithus
- Macroolithus[12]
- Macroelongatoolithus[13]
- Megaloolithus[14]
- Nanshiungoolithus[15]
- Oblongoolithus
- Ovaloolithus[16]

- Paraspheroolithus[17]
- Phaceloolithus[4]
- Placoolithus[18]
- Porituberoolithus
- Preprismatoolithus[4]
- Prismatoolithus[19]
- Protoceratopsidovum[20]
- Pseudogeckoolithus
- Shixingoolithus[21]
- Sphaerovum[4]

- Spheroolithus[22]
- Spheruprismatoolithus[20]
- Spongioolithus[23]
- Stromatoolithus[4]
- Subtiliolithus[4]
- Tacumarembovum[4]
- Trachoolithus[24]
- Tristraguloolithus
- Youngoolithus[4]